# Tableau de vue

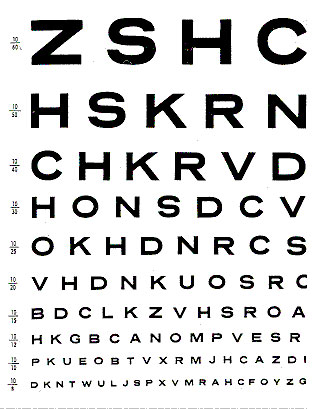
Un tableau de vue

Un tableau de vue permet de contrôler la vision et ainsi d'établir des prescriptions pour des problèmes de vue (lentilles, lunettes, etc.).

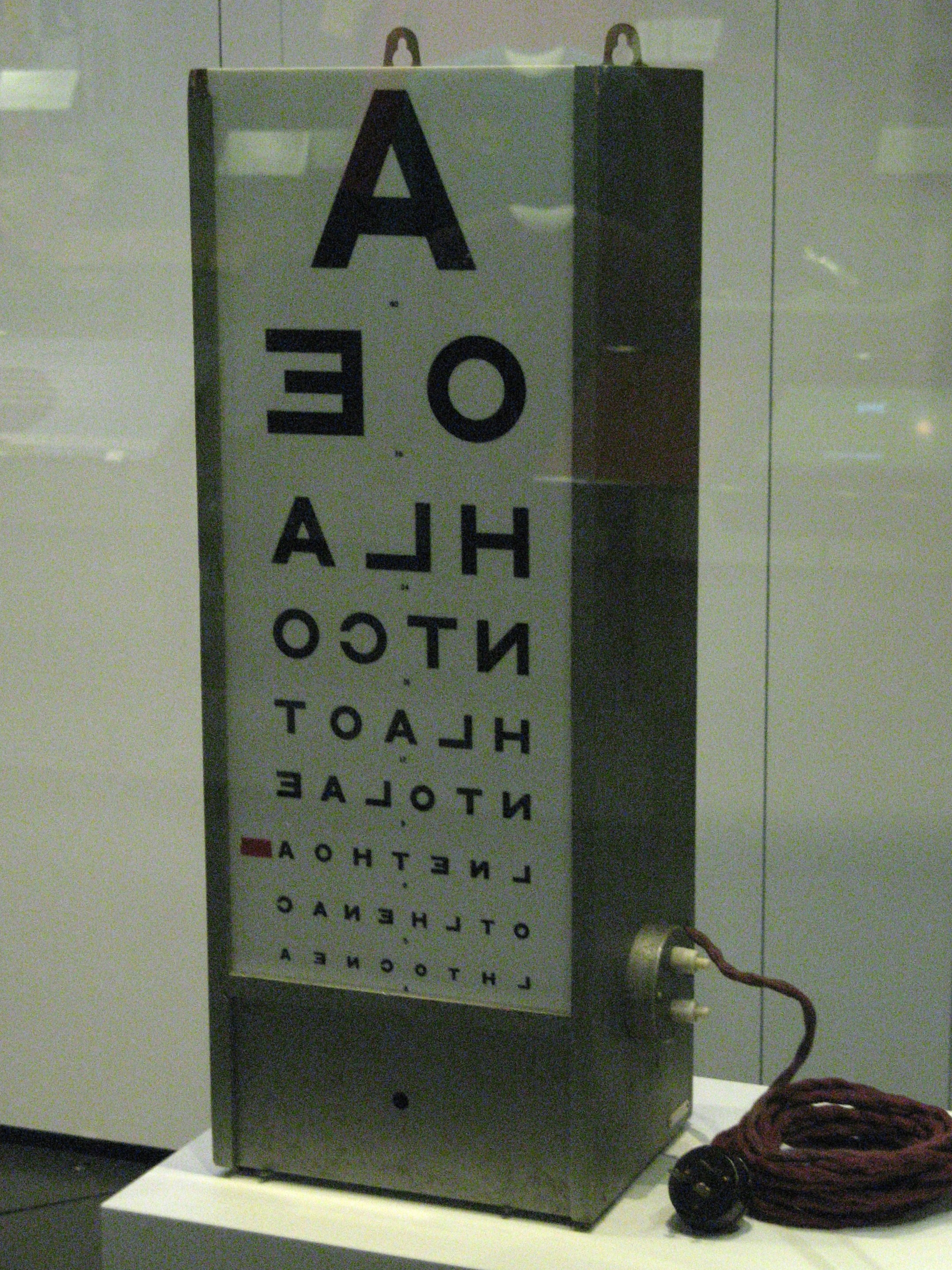
Tableau de vue rétroéclairé
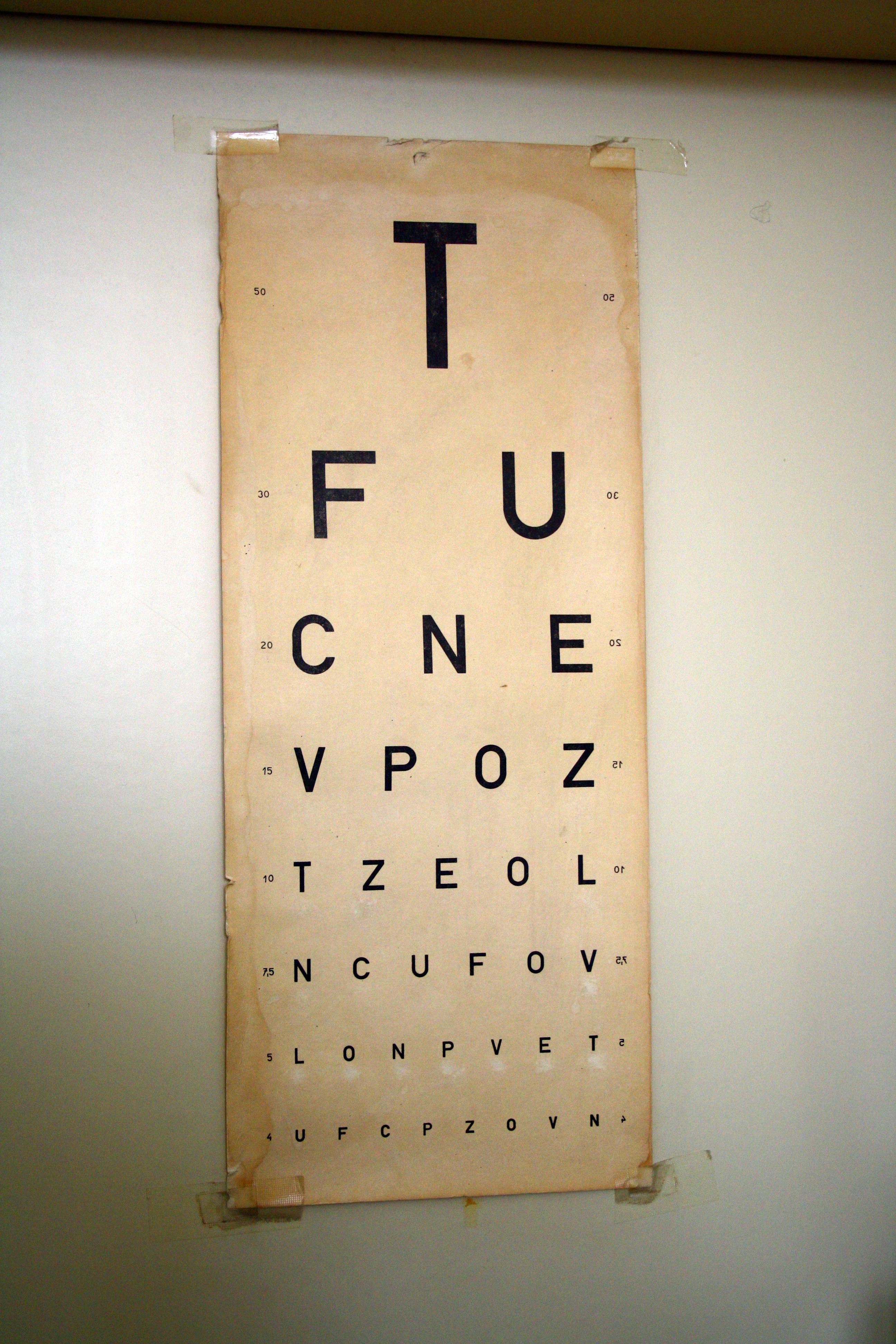
Tableau de vue en Tchéquie
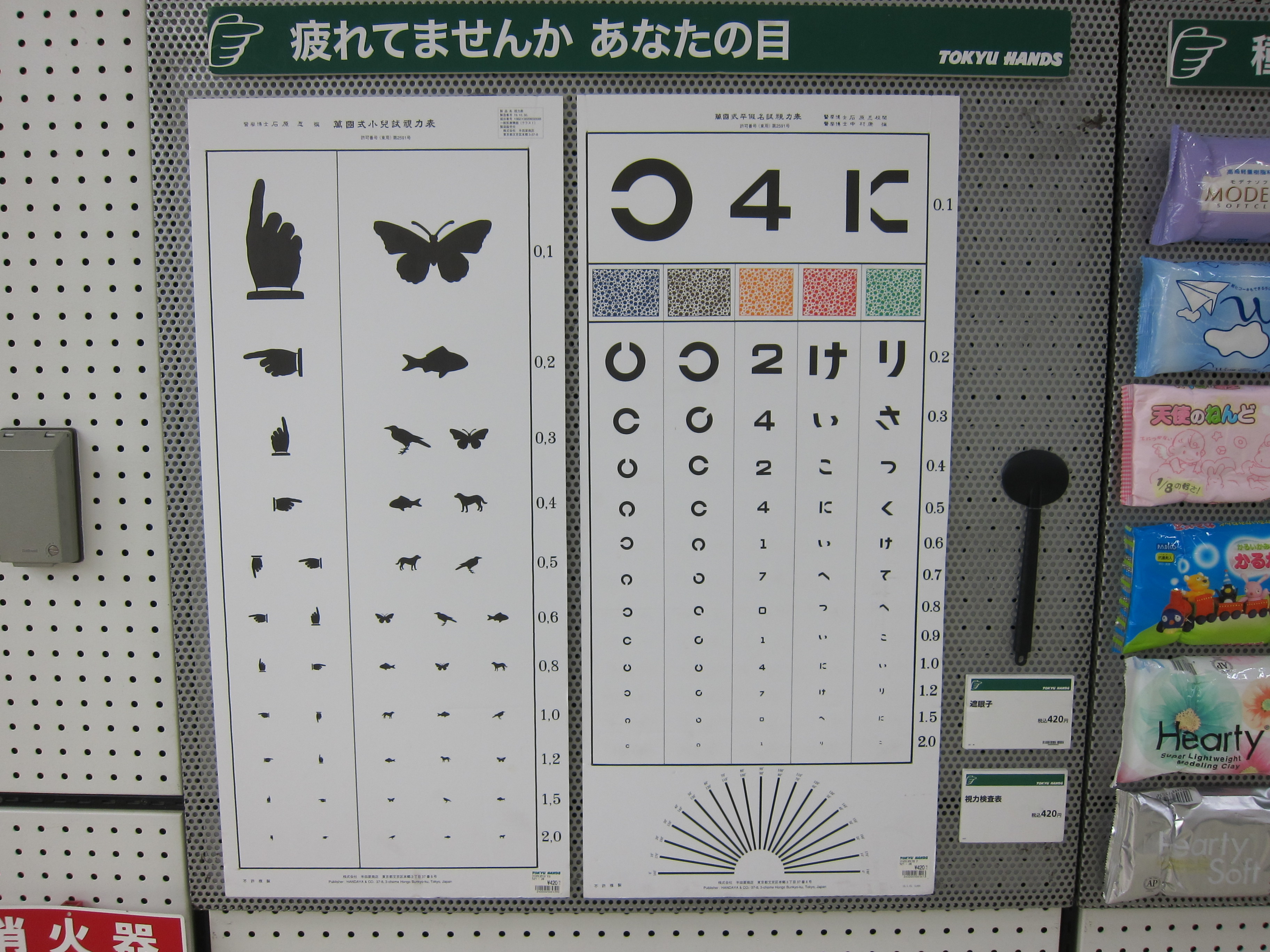
Tableau de vue japonais